# Виллер-деван-Музон
Вилле́р-деван-Музо́н (фр. Villers-devant-Mouzon) — коммуна во Франции, находится в регионе Шампань — Арденны. Департамент коммуны — Арденны. Входит в состав кантона Музон. Округ коммуны — Седан.
Код INSEE коммуны — 08477.
Коммуна расположена приблизительно в 220 км к северо-востоку от Парижа, в 90 км северо-восточнее Шалон-ан-Шампани, в 28 км к юго-востоку от Шарлевиль-Мезьера.

## Население
Население коммуны на 2008 год составляло 112 человек.
| 1962 | 1968 | 1975 | 1982 | 1990 | 1999 | 2008 |
| ---- | ---- | ---- | ---- | ---- | ---- | ---- |
| 79   | 93   | 69   | 82   | 130  | 116  | 112  |

## Администрация
| Период | Период | Фамилия       | Партия | Должность |
| ------ | ------ | ------------- | ------ | --------- |
| 2001   | 2008   | Мишель Кюнен  |        |           |
| 2008   |        | Людовик Борен |        |           |

## Экономика
В 2007 году среди 84 человек в трудоспособном возрасте (15—64 лет) 62 были экономически активными, 22 — неактивными (показатель активности — 73,8 %, в 1999 году было 74,0 %). Из 62 активных работали 55 человек (34 мужчины и 21 женщина), безработных было 7 (4 мужчины и 3 женщины). Среди 22 неактивных 7 человек были учениками или студентами, 6 — пенсионерами, 9 были неактивными по другим причинам.

## Фотогалерея

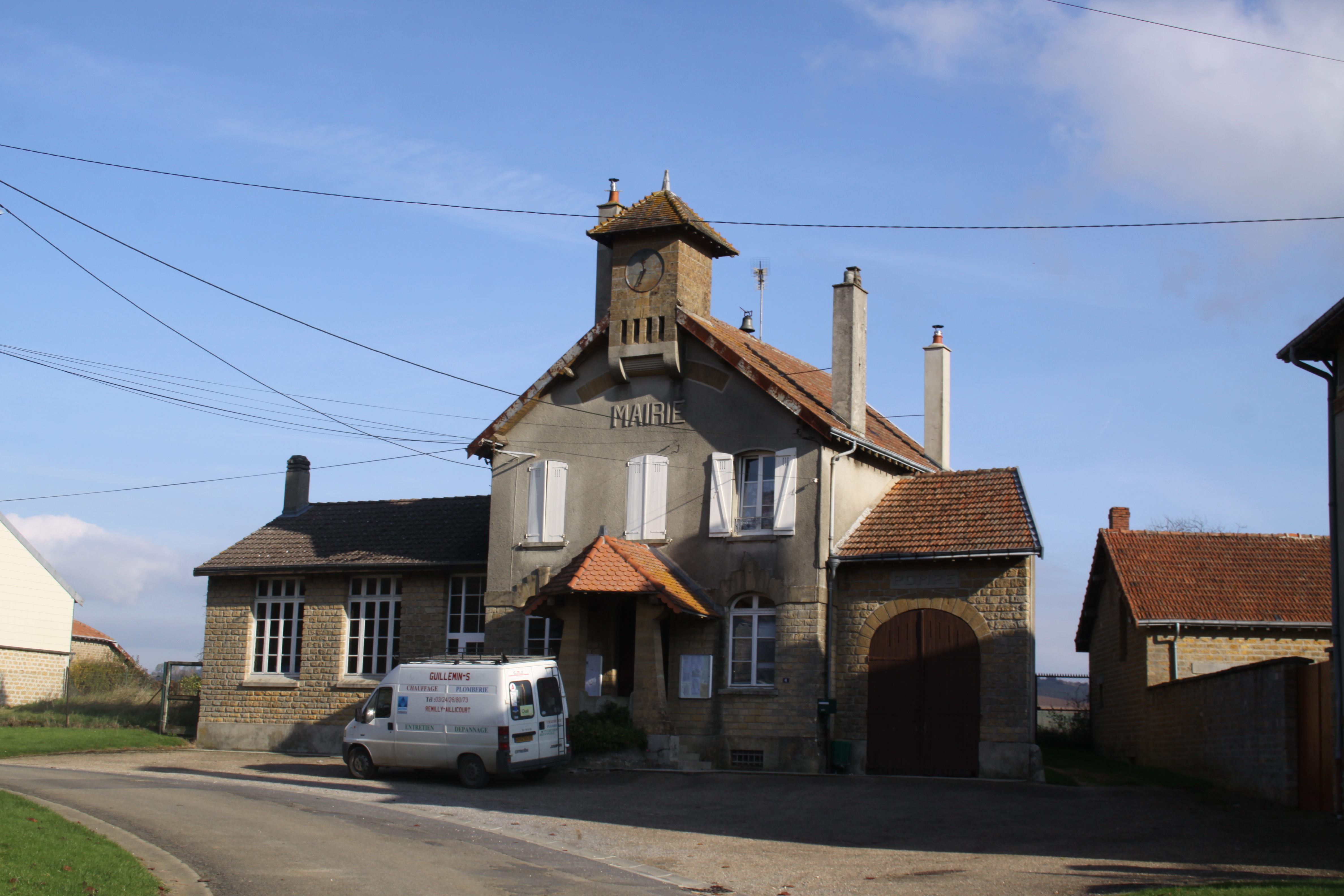
Мэрия
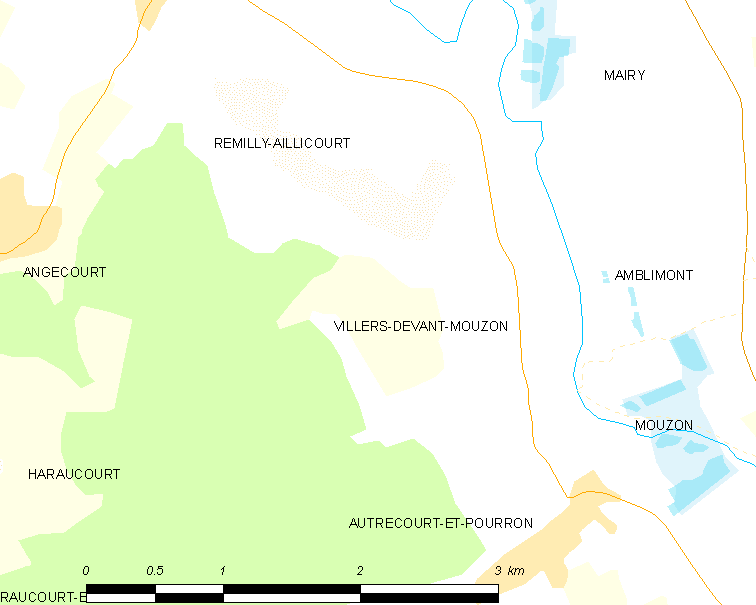
Карта коммуны